# Maerua racemulosa
Maerua racemulosa är en kaprisväxtart som först beskrevs av A. Dc., och fick sitt nu gällande namn av Ernest Friedrich Gilg och Ben. Maerua racemulosa ingår i släktet Maerua och familjen kaprisväxter. Inga underarter finns listade i Catalogue of Life.

## Bildgalleri

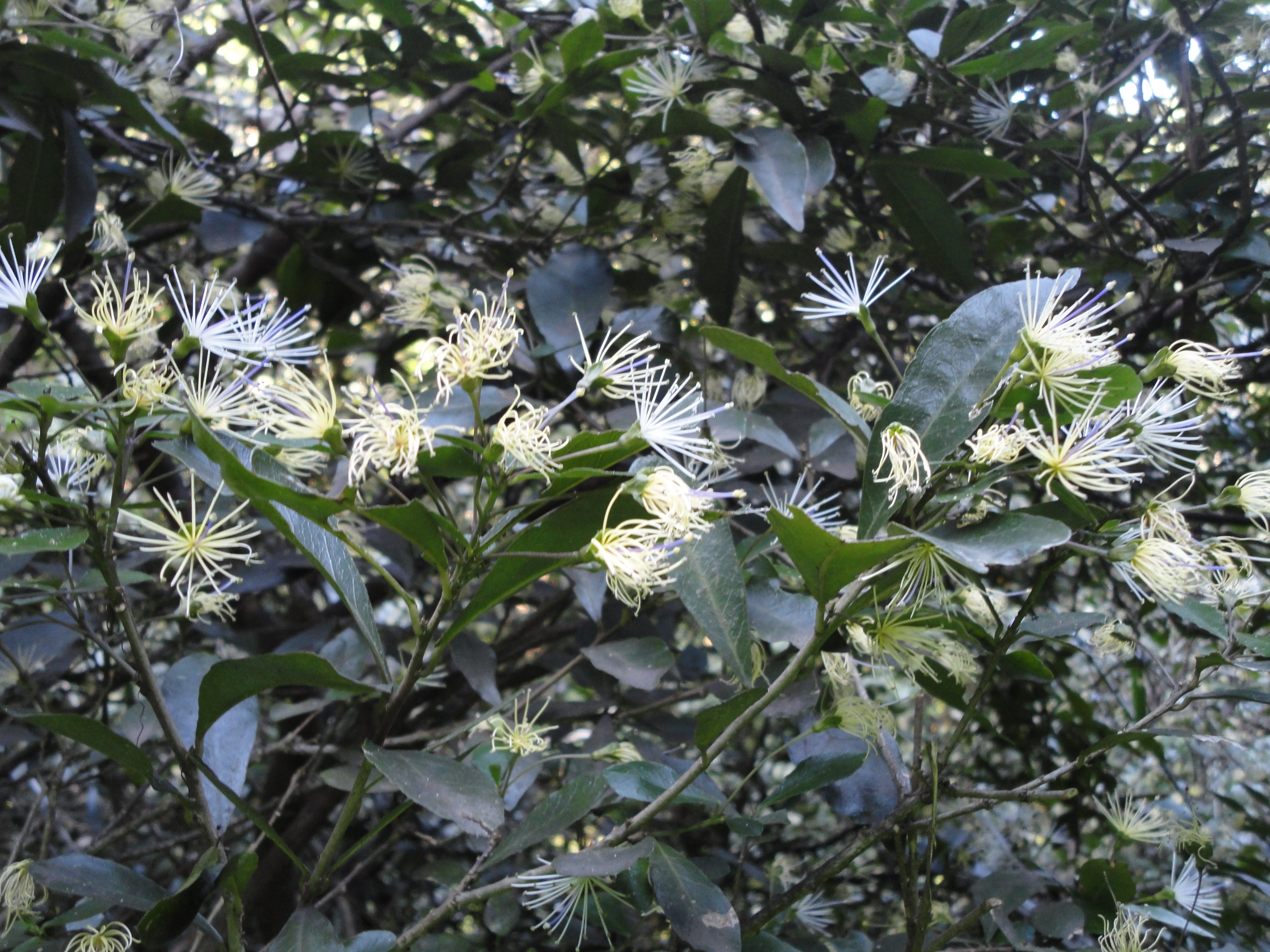
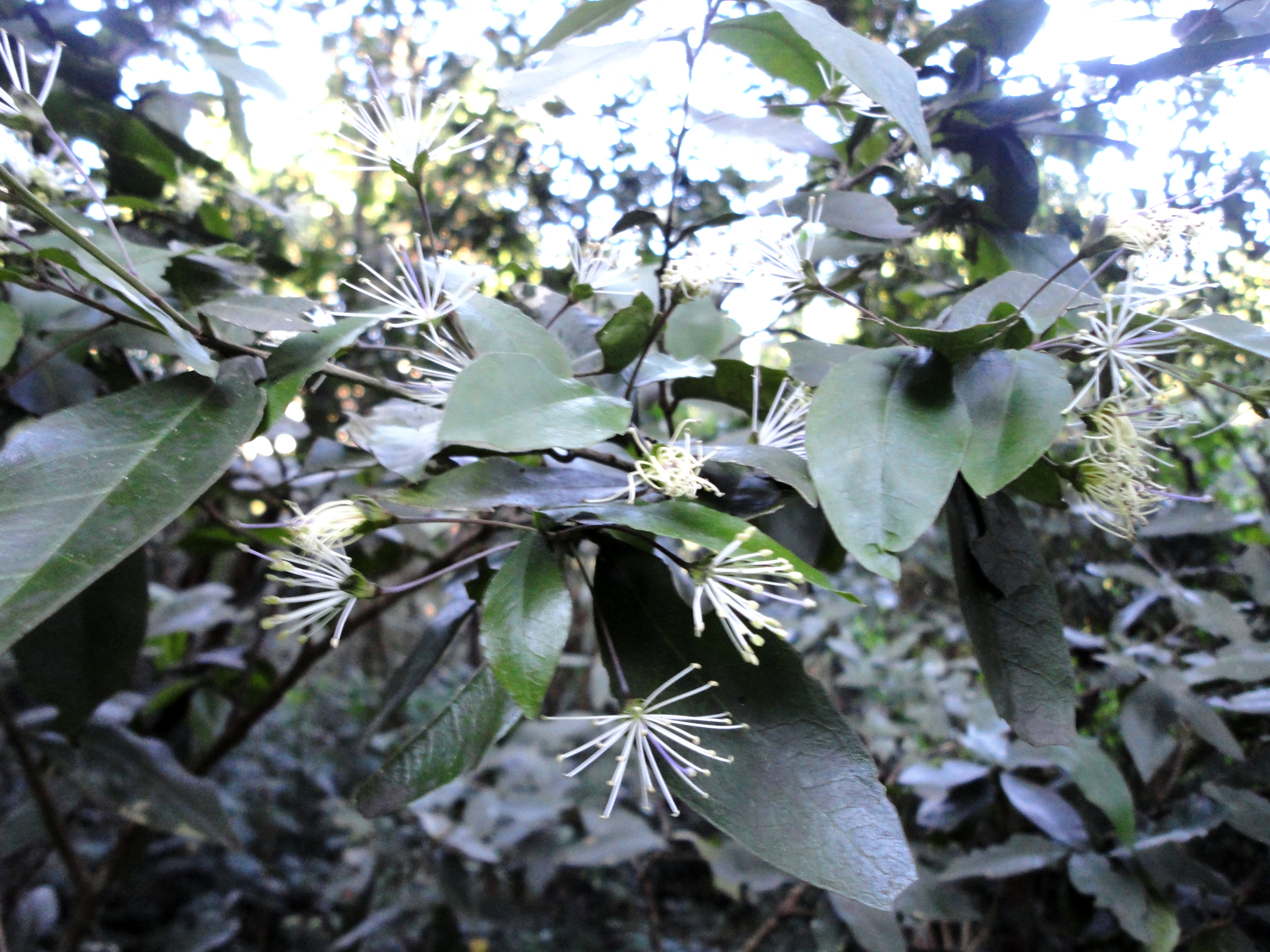
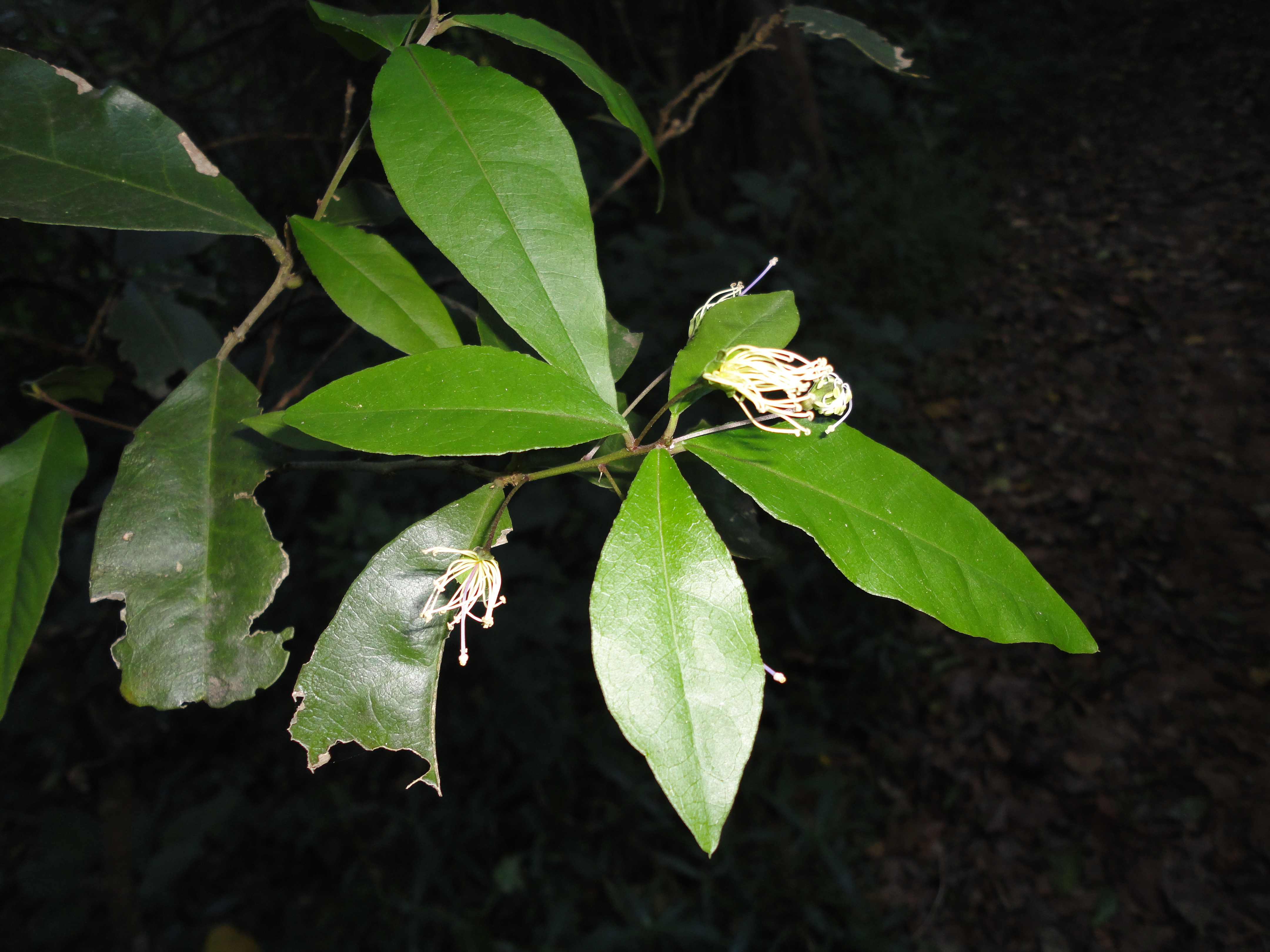